# Reinder Nummerdor
Reinder Aart Nummerdor  (* 10. září 1976 IJsselmuiden) je bývalý nizozemský volejbalista a plážový volejbalista, účastník pěti olympijských her.
V šestkovém volejbale hrál nizozemskou a italskou ligu. Za nizozemskou reprezentaci v letech 1995 až 2004 odehrál 349 utkání. Získal zlatou medaili na domácím mistrovství Evropy ve volejbale mužů 1997, na Letních olympijských hrách 2000 obsadil s nizozemským týmem páté místo a na Letních olympijských hrách 2004 deváté místo. V premiérovém ročníku Evropské ligy skončil v roce 2004 na třetím místě.
Plážovému volejbalu se začal věnovat roku 2006 ve dvojici s Richardem Schuilem. Na LOH 2008 vypadli ve čtvrtfinále a na LOH 2012 skončili na čtvrtém místě. V letech 2008 až 2010 se stali třikrát po sobě mistry Evropy. Společně vyhráli devět turnajů FIVB World Tour a Numerdor byl vyhlášen nejlepším obráncem turné v letech 2009 a 2011. Pak hrál s Christiaanem Varenhorstem, v roce 2015 získali stříbrnou medaili na mistrovství světa v plážovém volejbalu a na LOH 2016 skončili ve čtvrtfinále. Po olympiádě v Riu ukončil Nummerdor kariéru a stal se trenérem.
Jeho manželkou je od roku 2014 volejbalistka Manon Flierová, mají dvě děti.